# Pieces of Eight
| Recensione                        | Giudizio    |
| --------------------------------- | ----------- |
| AllMusic                          | [ 4 ]       |
| Robert Christgau                  | C-          |
| The New Rolling Stone Album Guide | [ 6 ]       |
| Sputnikmusic                      | 3.7 (Great) |
| Dizionario del Pop-Rock           | [ 8 ]       |

Pieces of Eight è l'ottavo album del gruppo musicale Styx, pubblicato nel settembre del 1978 per l'etichetta discografica A&M Records.
L'album raggiunse la sesta posizione della Chart statunitense Billboard 200, i singoli tratti dall'album che si classificarono nella Chart statunitense di Billboard Hot 100 furono: Sing for the Day (al quarantunesimo posto), Blue Collar Man (Long Nights) (al ventunesimo posto) e Renegade (al sedicesimo posto).

## Tracce
Lato A
1. Great White Hope – 4:23 (James Young)
2. I'm O.K. – 5:42 (Dennis DeYoung, James Young)
3. Sing for the Day – 4:56 (Tommy Shaw)
4. The Message – 1:08 (Dennis DeYoung)
5. Lords of the Ring – 4:31 (Dennis DeYoung)

Lato B
1. Blue Collar Man (Long Nights) – 4:03 (Tommy Shaw)
2. Queen of Spades – 5:38 (James Young, Dennis DeYoung)
3. Renegade – 4:13 (Tommy Shaw)
4. Pieces of Eight – 4:45 (Dennis DeYoung)
5. Aku-Aku (Brano strumentale) – 3:00 (Tommy Shaw)

## Formazione
- Tommy Shaw - chitarre, voce
- Tommy Shaw - chitarra solista (brani: I'm O.K., Sing for the Day, Lords of the Ring (parte finale), Blue Collar Man (Long Nights), Pieces of Eight e Aku-Aku)
- Tommy Shaw - voce solista (brani: Sing for the Day, Blue Collar Man (Long Nights) e Renegade)
- Tommy Shaw - tutte le chitarre (brano: Sing for the Day)
- Tommy Shaw - mandolino (brano: Sing for the Day)
- Tommy Shaw - autoharp (brano: Sing for the Day)
- Dennis DeYoung - tastiere, sintetizzatori, voce
- Dennis DeYoung - voce solista (brani: I'm O.K., Queen of Spades e Pieces of Eight)
- Dennis DeYoung - organo a canne (brano: I'm O.K.)
- Dennis DeYoung - sintetizzatori (brano: The Message)
- James Young - chitarre, voce
- James Young - chitarra solista (brani: Great White Hope, Lords of the Ring (parte iniziale), Queen of Spades e Renegade)
- James Young - voce solista (brani: Great White Hope e Lords of the Ring)
- Chuck Panozzo - basso, voce
- John Panozzo - batteria, percussioni, voce

Note aggiuntive
- Styx - produttori
- Barry Mraz - assistente alla produzione
- Registrato al Paragon Recording Studios di Chicago, Illinois (Stati Uniti)
- Barry Mraz e Rob Kingsland - ingegneri delle registrazioni
- Harry Andronis e Gary Geppert - assistenti ingegneri delle registrazioni
- Organo a canne del brano I'm O.K., registrato nella Cattedrale di St. James di Chicago, Illinois (Stati Uniti)
- Ed Walsh e Dennis DeYoung - programmatori dei sintetizzatori
- Hypgnosis - art direction e design album[13]